# Petria Thomasová
Petria Ann Thomasová (* 25. srpna 1975, Lismore) je australská plavkyně, specialistka na motýlek. Je držitelku osmi olympijských medailí, z toho tří zlatých.
Všehna zlata získala na olympijských hrách v Athénách roku 2004. Jedno z individuálních závodů (100 metrů motýlek), dvě ze štafet (4 × 100 metrů volným způsobem, 4 × 100 metrů polohově). Krom toho má čtyři stříbra, jedno z Athén, dvě ze Sydney 2000 a jedno z Atlanty 1996. Ze Sydney má též jeden bronz.